# Gheorghe Boghiu
Gheorghe Boghiu (in russo Георге Богю?, George Bogju; Chișinău, 26 ottobre 1981) è un ex calciatore moldavo, di ruolo attaccante.

## Carriera

### Club
Con i 16 gol segnati nella stagione 2012-2013 è stato capocannoniere del campionato moldavo.

### Nazionale
Tra il 2005 ed il 2015 ha giocato complessivamente 7 partite con la nazionale moldava, senza mai segnare.

## Statistiche

### Cronologia presenze e reti in nazionale
| Cronologia completa delle presenze e delle reti in nazionale ― Moldavia | Cronologia completa delle presenze e delle reti in nazionale ― Moldavia | Cronologia completa delle presenze e delle reti in nazionale ― Moldavia | Cronologia completa delle presenze e delle reti in nazionale ― Moldavia | Cronologia completa delle presenze e delle reti in nazionale ― Moldavia | Cronologia completa delle presenze e delle reti in nazionale ― Moldavia | Cronologia completa delle presenze e delle reti in nazionale ― Moldavia | Cronologia completa delle presenze e delle reti in nazionale ― Moldavia |
| Data                                                                    | Città                                                                   | In casa                                                                 | Risultato                                                               | Ospiti                                                                  | Competizione                                                            | Reti                                                                    | Note                                                                    |
| ----------------------------------------------------------------------- | ----------------------------------------------------------------------- | ----------------------------------------------------------------------- | ----------------------------------------------------------------------- | ----------------------------------------------------------------------- | ----------------------------------------------------------------------- | ----------------------------------------------------------------------- | ----------------------------------------------------------------------- |
| 24-5-2005                                                               | Bacău                                                                   | Romania                                                                 | 2 – 0                                                                   | Moldavia                                                                | Amichevole                                                              | -                                                                       |                                                                         |
| 3-6-2011                                                                | Chișinău                                                                | Moldavia                                                                | 1 – 4                                                                   | Svezia                                                                  | Qual. Euro 2012                                                         | -                                                                       | 63’                                                                     |
| 14-2-2015                                                               | Aksu                                                                    | Romania                                                                 | 2 – 1                                                                   | Moldavia                                                                | Amichevole                                                              | -                                                                       | 46’                                                                     |
| 18-2-2015                                                               | Aksu                                                                    | Kazakistan                                                              | 1 – 1                                                                   | Moldavia                                                                | Amichevole                                                              | -                                                                       | 46’                                                                     |
| 27-3-2015                                                               | Chișinău                                                                | Moldavia                                                                | 0 – 2                                                                   | Svezia                                                                  | Qual. Euro 2016                                                         | -                                                                       | 86’                                                                     |
| 9-6-2015                                                                | Lussemburgo                                                             | Lussemburgo                                                             | 0 – 0                                                                   | Moldavia                                                                | Amichevole                                                              | -                                                                       | 46’                                                                     |
| 14-6-2015                                                               | Vaduz                                                                   | Liechtenstein                                                           | 1 – 1                                                                   | Moldavia                                                                | Qual. Euro 2016                                                         | -                                                                       |                                                                         |
| Totale                                                                  |                                                                         | Presenze                                                                | 7                                                                       |                                                                         | Reti                                                                    | 0                                                                       |                                                                         |

## Palmarès

### Club

#### Competizioni nazionali
- Supercoppa di Moldavia: 1

Milsami Orhei: 2012
- Coppa di Moldavia: 1

Zaria Bălți: 2015-2016

### Individuale
- Capocannoniere del campionato moldavo: 2

2010-2011 (26 reti), 2012-2013 (16 reti)